# Cucumis callosus
Cucumis callosus är en gurkväxtart som först beskrevs av Christen Friis Rottbøll, och fick sitt nu gällande namn av Célestin Alfred Cogniaux. Cucumis callosus ingår i släktet gurkor, och familjen gurkväxter. Inga underarter finns listade i Catalogue of Life.